# Dhwajnagar
Dhwajnagar  es una  ciudad censal situada en el distrito de Tripura meridional en el estado de Tripura (India). Su población es de 9052 habitantes (2011). Se encuentra a 45 km de Agartala, la capital del estado.

## Demografía
Según el censo de 2011 la población de Dhwajnagar era de 9052 habitantes, de los cuales 4885 eran hombres y 4167 eran mujeres. Dhwajnagar tiene una tasa media de alfabetización del 96,16%, superior a la media estatal del 87,22%: la alfabetización masculina es del 97,44%, y la alfabetización femenina del 94,64%.